# Duell (Film)
Duell ist ein von Universal Television unter der Regie von Steven Spielberg produzierter Fernsehfilm, der erstmals am 13. November 1971 auf dem US-TV-Sender ABC ausgestrahlt wurde. Aufgrund des großen Publikums- und Kritikererfolgs wurde der Thriller mit vier zusätzlich gedrehten Szenen als verlängerte Kinofassung international vermarktet. Die Deutschland-Premiere feierte Duell am 3. Juli 1973 im Rahmen des Filmfestivals Berlinale.
In dem von Spielberg minimalistisch inszenierten Film wird der Durchschnittsamerikaner David Mann auf einsamen kalifornischen Wüstenhighways ohne ersichtlichen Grund von einem Tanklastzug verfolgt. Die zunehmend eskalierende Auseinandersetzung entwickelt sich für David Mann zu einem Duell auf Leben und Tod.
Duell wurde für den 24-jährigen Steven Spielberg zum Durchbruch in Hollywood und ist sein ältester noch vollständig erhaltener Spielfilm. Der als einer der besten Fernsehfilme aller Zeiten geltende Filmklassiker wurde in zahlreichen Spielfilmen, Fernsehserien, Musikvideos und Werbespots gewürdigt.

## Handlung
David Mann ist der Prototyp des durchschnittlichen bürgerlichen Amerikaners: Mitte 40, Ehefrau, zwei Kinder, Einfamilienhaus im Vorort einer Großstadt, von Beruf Handelsvertreter und Besitzer eines neuen Mittelklassewagens. Eines Morgens startet er von seinem Zuhause bei Los Angeles mit seinem Auto zu einem Geschäftstermin.
Während der langen, einsamen Fahrt auf abgelegenen kalifornischen Wüstenhighways taucht ein rostiger Tanklastzug vor ihm auf. Dessen Fahrer verlangsamt seine Fahrt zusehends und hindert Mann zunächst am Überholen. Als das Überholmanöver doch gelingt, scheint der Truckfahrer ohne ersichtlichen Grund beschlossen zu haben, eine Hetzjagd zu beginnen. Er überholt Mann, bremst ihn aus, lässt sich wieder überholen und versucht danach sogar, Mann von der Straße zu drängen. 
Im Verlaufe der Weiterfahrt eskalieren die nervenaufreibenden Attacken des Trucks zusehends und werden für David Mann lebensgefährlich. Den vorläufigen Höhepunkt bildet ein Angriff auf Mann an einem geschlossenen Bahnübergang: Der Tanklaster versucht, Manns Wagen gegen den vorbeifahrenden Güterzug zu schieben. Als der Zug gerade noch rechtzeitig den Bahnübergang passiert hat, kann Mann erneut entkommen. Der Truckfahrer wird nun immer gnadenloser. Während eines Tankstopps versucht der verzweifelte David Mann, aus einer Telefonzelle heraus die Polizei zu erreichen. In diesem Moment rast der Truck auf ihn zu, Mann kann sich durch einen Sprung im letzten Moment retten und flüchtet ein weiteres Mal.
Letztlich in die Enge getrieben und jeder Fluchtmöglichkeit beraubt, geht Mann selbst in die Offensive: In der Nähe eines Abgrunds steuert er sein mittlerweile halb zerstörtes Fahrzeug frontal in Richtung des Verfolgers und rettet sich kurz vor dem Zusammenstoß mit einem Sprung aus seinem nun führerlos weiterfahrenden Auto. Manns Wagen kollidiert mit dem Truck; Rauch und Flammen des brennenden Fahrzeugs nehmen dem Truckfahrer die Sicht. Der Tanklastzug rast weiter auf den Abgrund zu und stürzt am Ende die steilen Klippen hinab. David Mann triumphiert und setzt sich schließlich erleichtert hin, während die Sonne langsam hinter ihm untergeht.

## Produktionsgeschichte

### Drehbuch
Der Playboy veröffentlichte in seiner US-Ausgabe vom April 1971 die Kurzgeschichte Duel des renommierten Science-Fiction-Autors Richard Matheson. Die Geschichte entstand nach einer wahren Begebenheit, bei der Matheson und der Schriftsteller Jerry Sohl grundlos von einem aggressiven Truckfahrer verfolgt wurden, als sie am Tag des Attentats auf John F. Kennedy auf dem Weg von einem Golfspiel im Simi Valley nach Los Angeles waren.
Unmittelbar nach der Veröffentlichung empfahl der vertraglich an Universal Studios gebundene Drehbuchautor Steven Bochco die von Matheson sehr visuell geschriebene Kurzgeschichte dem ebenfalls für die Universal Studios tätigen Filmproduzenten George Eckstein. Eckstein war der Ansicht, dass man die Kurzgeschichte sehr gut verfilmen konnte, zumal die Universal Studios händeringend nach Geschichten suchten, aus denen sie Spielfilme für die boomende Fernsehindustrie herstellen konnten. Eckstein erhielt von den Verantwortlichen der Universal-Studios umgehend eine Auftragsbestätigung, die Kurzgeschichte für die von Barry Diller geleitete Spielfilm-Abteilung des US-TV-Senders ABC als Movie of the Weekend zu produzieren. Eckstein kontaktierte daraufhin Richard Matheson, um sich im Namen von Universal die Filmrechte zu sichern und um gemeinsam ein Drehbuch zu schreiben. Am 16. August 1971 hatten Matheson und Eckstein die finale Version des Drehbuchs ausgearbeitet. Innerhalb der nächsten zehn Tage ging es für Eckstein folglich darum, einen geeigneten Regisseur zu finden.

### Vorproduktion

#### Finanzierung
Für die Herstellung von Duell gewährte ABC dem Produzenten Eckstein und den Universal Studios als Studio- und Personaldienstleister ein Gesamtbudget von 750.000 US-Dollar (2025: ca. 5.810.000 US-Dollar). Der 74-minütige Fernsehfilm wurde zwischen dem 13. September und 4. Oktober 1971 an insgesamt 16 Drehtagen abgedreht. Der Vertrag beinhaltete lediglich 14 Drehtage, aufgeteilt in vier Drehtage Preproduction Photography für Fahraufnahmen und Detailaufnahmen ohne Schauspieler sowie zehn Drehtage Production mit den Schauspielern. Letztlich überschritt Spielberg die vorgegebene Produktionszeit um zwei Drehtage. Weiterhin wurden vertraglich sechs Wochen Postproduktion für Schnitt, Vertonung und Erstellung des Soundtracks vereinbart.
Für die im deutschsprachigen Raum bekannte 90-minütige TV- und Kinofassung wurden vier weitere Szenen zwischen dem 23. und 25. April 1972 an drei Drehtagen nachgedreht. Somit entstand diese Fassung an insgesamt 19 Drehtagen. Für den Drei-Tage-Dreh betrug das Budget zusätzliche 100.000 US-Dollar (2025: ca. 750.000 US-Dollar). Das Gesamtbudget für die allgemein bekannte Kinofassung betrug demzufolge 850.000 US-Dollar (2025: ca. 6.370.000 US-Dollar). Laut Spielberg habe der Film entgegen den Aufzeichnungen der Universal Studios nur 425.000 US-Dollar (2025: ca. 3.190.000 US-Dollar) gekostet.

#### Regie

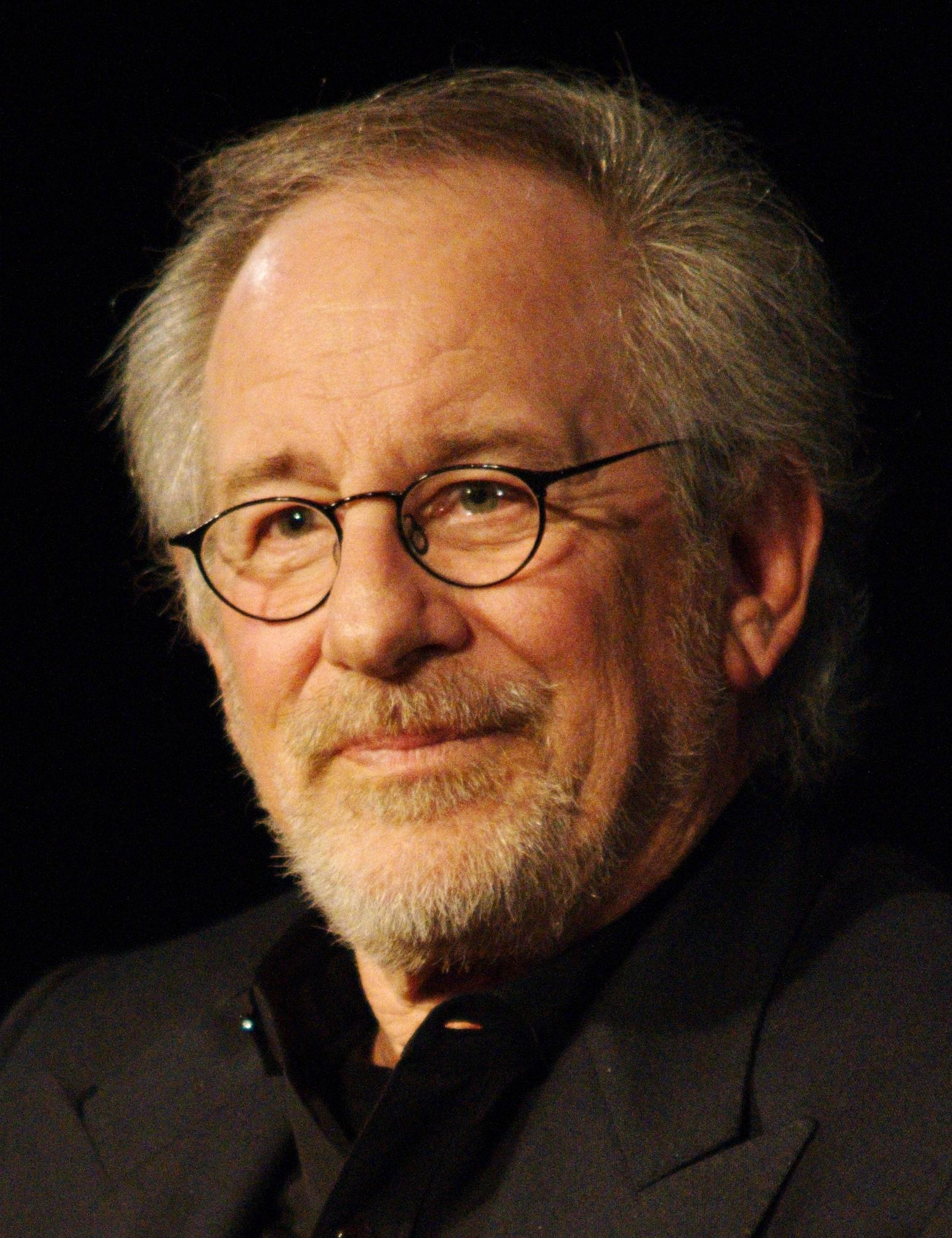
Regisseur Steven Spielberg (2012)

Unabhängig von George Eckstein hatte Steven Spielberg auf Empfehlung seiner Sekretärin Nona Tyson ebenfalls Mathesons Kurzgeschichte gelesen und wollte daraus unbedingt einen Spielfilm adaptieren. Bei Spielbergs Recherche kam heraus, dass der Fernsehsender ABC in Kooperation mit den Universal Studios und dem Produzenten George Eckstein bereits die Filmrechte erworben hatte und mit Richard Matheson an einem Drehbuch feilte. Spielberg gelang es daraufhin mit Unterstützung des überaus einflussreichen Universal-Television-Präsidenten Sidney Sheinberg, ein Treffen mit Eckstein zu organisieren. Eckstein lud Spielberg folglich auch im Bewusstsein ein, dass der als sehr talentiert geltende Nachwuchsregisseur ein Protegé von Sheinberg war. Sheinberg hatte 1968 den damals 21-jährigen Spielberg mit einem Siebenjahresvertrag bei Universal Television ausgestattet, nachdem er voller Begeisterung Spielbergs ambitionierten 35-mm-Kurzfilm Amblin’ gesehen hatte. Bei den Mitarbeitern der Universal-Studios war bekannt, dass Sheinberg sich sehr um den von den arrivierten Universal-Studios-Filmschaffenden mitunter skeptisch beäugten Spielberg und seine Entwicklung als Regisseur kümmerte. Des Weiteren galt Spielberg als Jüngling, der zwar alles über Filmoptiken wusste und Dolly-Fahrten liebte, aber von Schauspiel und Schauspielerführung wenig Ahnung hatte.
In den ersten drei Jahren bei den Universal Studios inszenierte Spielberg vertragsgemäß für verschiedene Fernsehserien einzelne Episoden, mitunter in Spielfilmlänge. So konnte Spielberg bei einem ersten Treffen mit Eckstein als Arbeitsprobe eine Rohfassung der kurz zuvor von ihm für NBC inszenierten 72-minütigen Premierenepisode Tödliche Trennung der Kriminalfilmreihe Columbo präsentieren. Eckstein zeigte sich beeindruckt. Nach einem weiteren Treffen, bei dem Spielberg seine Visionen für die Umsetzung des Drehbuchs darlegte, erhielt Spielberg von Eckstein und Universal die Zusage, seinen ersten kommerziellen Spielfilm drehen zu können. Bildlich verfolgte Spielberg einen cineastischen Ansatz, der sich elementar von den gewöhnlichen im Studio gedrehten Fernsehfilmen abheben sollte, die zumeist durch großformatige Einstellungen von Gesichtern der Protagonisten geprägt waren. Sein Film sollte ausschließlich vor Ort auf den Highways der kalifornischen Wüste gedreht werden. Teil von Spielbergs Vorstellung war zudem, sämtliche Dialoge aus dem Drehbuch zu streichen und Duell als dialogfreien „Stummfilm“ zu inszenieren. Der Film sollte lediglich von Fahrgeräuschen der Fahrzeuge sowie einem furchteinflößenden Klangbild untermalt werden. Spielbergs Plan war zudem, den Truck wie ein Raubtier brüllen zu lassen. Auf Anraten der Senderverantwortlichen von ABC reduzierte Spielberg das Drehbuch schließlich auf 40 Dialogzeilen.
Am 26. August 1971 wurde der Vertrag zwischen Spielbergs 1969 gegründeter Amblin Production Company und den Universal Studios unterschrieben. Obwohl Spielberg einen Festvertrag bei Universal Television besaß, wurden im Kontrakt eine separate Gage in Höhe von 5000 US-Dollar (2025: ca. 40.000 US-Dollar) sowie gemäß den Vorgaben der Directors Guild of America weitere Vergütungen für TV-Wiederholungen und eine eventuelle Kinoauswertung vereinbart.

### Protagonisten

#### David Mann

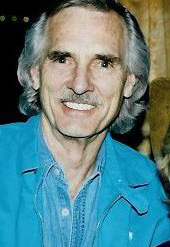
Dennis Weaver (1997)

Als Darsteller für die Hauptfigur David Mann wollten Produzent Eckstein und Regisseur Spielberg zunächst die Filmstars Gregory Peck oder Dustin Hoffman engagieren. Für Kinoschauspieler von der Reputation eines Peck oder Hoffman war es jedoch ausgeschlossen, für einen Fernsehfilm vor der Kamera zu stehen. Also schaute man stattdessen, was die Universal Studios an Schauspielern zu bieten hatten. Schnell fiel die Wahl auf den Charakterdarsteller Dennis Weaver. Spielberg war begeistert und schätzte insbesondere Weavers Darstellung des nervösen, angstgestörten und psychopathischen Nachtportiers in Orson Welles’ Film Im Zeichen des Bösen von 1958. Zudem genoss Weaver als Hauptdarsteller der seit 1970 ebenfalls bei Universal Television produzierten NBC-Mystery-Movie-Serie Ein Sheriff in New York (McCloud) große Popularität. Weaver wurde gefragt, und auch er war vom Drehbuch angetan. Auf Nachfrage der Universal-Studios-Hauptverantwortlichen war es für Weaver kein Problem, auch mit einem derart jungen Regisseur wie Spielberg zu drehen. Zumal Spielberg als hochinteressiert, sehr kreativ, sehr enthusiastisch und als Regisseur voller Energie angepriesen wurde.

#### Fahrzeuge

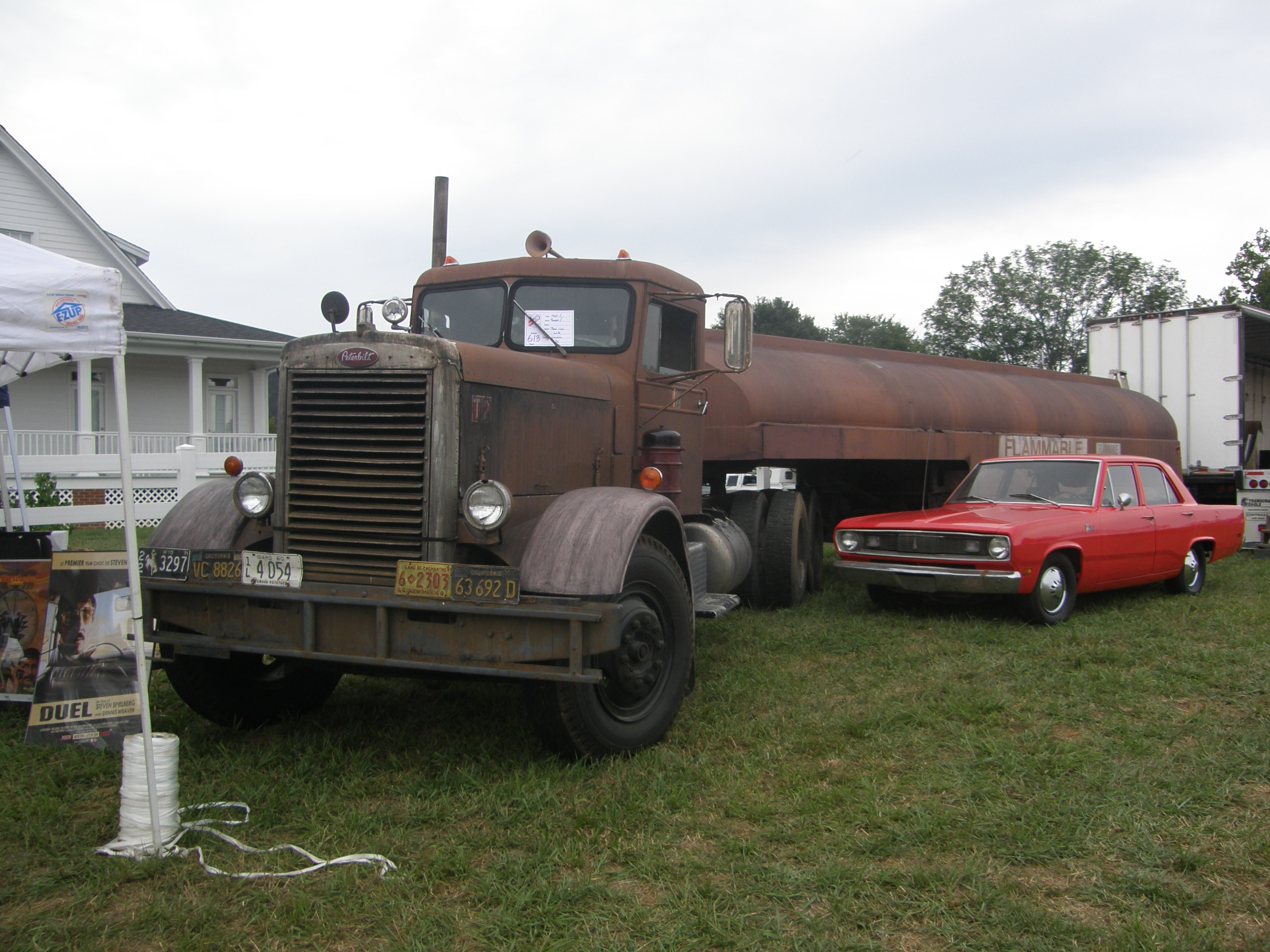
Der erhaltene Ersatz-Truck für Duel und ein Plymouth Valiant

Neben Hauptdarsteller Dennis Weaver spielten die beiden Fahrzeuge die entscheidenden Rollen im Film. David Mann fährt einen 1970er Plymouth Valiant De Luxe mit einem kleinen Chrysler 318 V8-Motor in rallyrot (FE5). Zudem wurde ein fast baugleiches Modell mit Baujahr 1971 eingesetzt. In den später für die Kinofassung gedrehten Szenen wurde dann ein Plymouth Valiant Baujahr 1972 mit einem 225-Slant-Six-Motor verwendet. Während Spielberg der Typ des Autos relativ gleichgültig war, legte er Wert darauf, dass die auffällige rote Farbe mit den erdigen Brauntönen der Wüste und dem Asphalt der Highways gut kontrastierte.
Bei der Auswahl des passenden Tanklastwagens war Spielberg hingegen sehr genau. Die Wahl fiel auf einen Langhauber vom Typ Peterbilt Conventional 281, Baujahr 1956, mit geteilter Frontscheibe und runden Scheinwerfern. Diese markanten Merkmale sollten dem Lkw ein „Gesicht“ verleihen und Bedrohlichkeit vermitteln. Dazu tragen auch die wie Trophäen an der Stoßstange angebrachten Nummernschilder aus anderen Bundesstaaten bei, die unterschwellig nahelegen, dass der Truckfahrer ein Serientäter ist und bereits andere Autofahrer gejagt und getötet hat. Das bedrohliche Äußere wird durch die optisch starke Abnutzung des Lastzuges, die Gefahrgut-Aufschrift Flammable („Entzündlich“), seine rostig-verdreckte Patina und das stark rußende Auspuffrohr verstärkt. Für die Dreharbeiten des Fernsehfilms stand ein fast baugleiches Fahrzeug vom Typ Peterbilt 281, Baujahr 1960, als Ersatz bereit, da der Original-Truck nicht mehr im besten Zustand war. Dieser im Film letztlich nicht genutzte Ersatz-Truck befindet sich heute im Besitz des LKW-Sammlers Brad Wilk im US-Bundesstaat North Carolina. Die zusätzlichen Szenen der Kinofassung wurden mit einem Peterbilt 351, Baujahr 1964, gedreht.
Für die Stunt- und Fahraufnahmen stellten die Universal-Studios Spielberg zwei der unbestritten besten Stuntfahrer Hollywoods zur Verfügung. Als Stuntkoordinator und Fahrer des Trucks wurde der 50-jährige Carey Loftin engagiert, der nicht zuletzt durch seine Arbeit bei Brennpunkt Brooklyn und Bullitt höchste Reputation genoss. Die riskanten Autofahrten und Stunts mit dem roten Plymouth Valiant wurden von dem bereits bei Spartacus und Der unsichtbare Dritte eingesetzten Stuntman und Gründer der Stuntmen’s Association of Motion Pictures Dale Van Sickle gemeistert.

#### Nebendarsteller
Als Nebendarsteller für die mitunter skurrilen Repräsentanten des südkalifornischen Landlebens wurden größtenteils Veteranen aus den zahlreichen im Auftrag der Universal Studios produzierten Film- und Fernsehproduktionen ausgewählt. Der im Großraum Los Angeles beliebte Morgenradiomoderator DJ Sweet Dick Whittington spielt zu Beginn des Films einer Telefonistin des US-Bundesamts für Volkszählung einen Telefonstreich. Er berichtet ihr u. a., dass in seiner unglücklichen Ehe er der Hausmann sei, der sich um Haushalt und Kinder kümmert, während seine Frau die traditionelle Rolle des Ehemanns als Ernährer der Familie übernommen habe. Zudem unterhält sich der Radiomoderator mit Zuhörern, die seiner Bitte nachkommen, ihn anzurufen und ihm zu schildern, mit welchen zweckentfremdeten Gegenständen sie musizierten. Ein Anrufer behauptet daraufhin, er benutze „Fleisch“ als Musikinstrument.

#### Drehplanung
In der zweieinhalbwöchigen Vorbereitungszeit mussten u. a. Schauspieler, Filmschaffende, technisches Equipment, mehrere LKW, Catering und Toilettenwagen gebucht werden. Für die dreitägige Locationsuche seitens Spielberg, des ersten Regieassistenten James Fargo und des Produktionsleiters Wallace Worsley stellten die Universal Studios einen Helikopter inklusive des renommierten Stunt-Piloten James W. Gavin zur Verfügung. So konnte Spielberg bei nur drei Tagen Zeit für die Suche nach den zahlreichen Drehorten die geeigneten Strecken für die Verfolgungsjagden sehr viel zeitsparender zunächst aus der Luft lokalisieren. Gavin wurde beauftragt, die drei Filmschaffenden von Los Angeles via Santa Clarita nach Palmdale und über die zahlreichen dazwischenliegenden Canyons und Highways zu fliegen. Außerdem flog Gavin bei der Vorbesichtigung teilweise so knapp über den Asphalt der Highways, dass Spielberg bereits die Verfolgungsjagden abstrahieren und entsprechende Kamerapositionen festlegen konnte. Nach der Landung fuhr man die ausgesuchten Strecken und die von oben ausgekundschafteten Drehorte wie Tankstellen, Raststätten und Bahnübergänge ab. Als alle Drehorte und Strecken feststanden, erstellte Spielberg in Zusammenarbeit mit dem Art Director Robert Smith die entsprechenden Storyboards und eine mehrere Meter lange Übersichtskarte, die den kompletten Strecken- und Filmablauf inklusive Kamerapositionen aus der Vogelperspektive zeigte. Diese Illustrationen ermöglichten es Spielberg, dem Kameramann, dem Regieassistenten und der Aufnahmeleitung, den Dreh äußerst effektiv vorzuplanen. Zudem konnte Spielberg während der Drehphase diejenigen Abschnitte einfach wegstreichen, die bereits abgedreht waren. So war es für alle Beteiligten jederzeit ersichtlich, was schon erledigt und was noch zu drehen war.

#### Filmteam
Die Universal Studios und Eckstein stellten Spielberg ein sehr erfahrenes Team zusammen. Sämtliche Filmschaffende waren festangestellte Mitarbeiter der Universal Studios. Als Kameramann fungierte der renommierte, bereits 68-jährige Jack A. Marta, der Duell äußerst virtuos auf 35mm-Film mit drei Panavision R 200 mit Panavision Super Speed MKII-Objektiven und einer Arriflex 35IIA-Handkamera im Technicolor-Verfahren fotografierte. Entsprechend waren jederzeit drei bis vier Kamera-Operatoren im Einsatz, was für eine Fernsehfilmproduktion sehr ungewöhnlich war, bei der in der Regel nur zwei Kameras im Einsatz waren. Marta wurde für seine außergewöhnliche optische Arbeit mit einer Emmy-Award-Nominierung belohnt. Über die vertraute Zusammenarbeit mit seinem Kameramann schwärmte Spielberg im Nachhinein.
Als erster Regieassistent stand Spielberg der 33-jährige James Fargo zur Seite, der später selber ein bekannter Film- und Fernsehregisseur wurde. Als Tonmeister wurde Edwin S. Hall gebucht, der mit Hauptdarsteller Dennis Weaver bereits seit längerem bei Ein Sheriff in New York zusammenarbeitete. Dazu kamen noch zahlreiche Kamera- und Tonassistenten, ein Oberbeleuchter, mehrere Beleuchter, Masken- und Kostümbildner, zahlreiche Aufnahmeleiter sowie mehrere Polizisten, die die Dreharbeiten über den gesamten Drehzeitraum begleiteten, um die jeweils benötigten Streckenabschnitte der Highways abzusperren.

### Dreharbeiten
Die Dreharbeiten begannen am 13. September 1971 und endeten am 4. Oktober 1971. Im Gegensatz zu anderen Universal-Studios-Produktionen bestand Spielberg darauf, ausschließlich vor Ort („on location“) auf den einsamen Wüstenstraßen der kalifornischen Canyons zu drehen. Der Fernsehsender ABC und die Universal Studios mit dem Produktionsleiter Wallace Worsley wollten entgegen Spielbergs Vision sämtliche Fahraufnahmen vor Rückprojektionsleinwänden in künstlich wackelnden Fahrzeugen in den eigenen Studios realisieren, so wie man es bei vergleichbaren Produktionen seit Jahrzehnten bei Universal praktizierte. Einen Film ausschließlich außerhalb der Studios an Originalschauplätzen zu drehen war gänzlich unbekannt.
Spielberg machte Worsley demzufolge folgenden Vorschlag: Er, Spielberg, würde zunächst mit seinem Kameramann die nötigen Aufnahmen für die Rückprojektionen vor Ort an den geplanten Schauplätzen auf den Straßen der kalifornischen Wüste drehen. Falls die zeitlichen Verzögerungen für den Dreh zu groß werden würden, könnte man, um Zeit zu sparen, immer noch in die Universal Studio wechseln und hätte dann zumindest die richtigen Hintergründe für die im Studio zu erstellenden Fahraufnahmen parat. Worsley empfand den Vorschlag als fair und willigte im Namen der Universal Studios ein. Bereits in der Mittagspause des zweiten Drehtags kam Worsley auf Spielberg zu. Worsley, der über Jahrzehnte selbst Regisseur war, hatte die bereits entwickelten Bilder der Fahraufnahmen vom ersten Drehtag gesehen. Er war begeistert und sagte zu Spielberg: „Wir gehen auf keinen Fall mehr ins Studio. Das würde den Film komplett ruinieren.“ Spielberg überzog den Drehplan letztlich um zwei Tage und 50.000 US-Dollar. Doch bei den Universal Studios war man mit den gesehenen Bildern so sehr zufrieden, dass Spielberg nichts zu befürchten hatte. Zudem konnte sich Spielberg jederzeit sicher sein, dass er von seinem Produzenten George Eckstein und Sidney Sheinberg Rückendeckung erhielt.
Nach Ende der Dreharbeiten am 4. Oktober 1971 folgten unter großem zeitlichen Druck weitere drei Wochen für Schnitt und Vertonung, da der Ausstrahlungstermin am 13. November nicht verschoben werden konnte.

### Drehorte

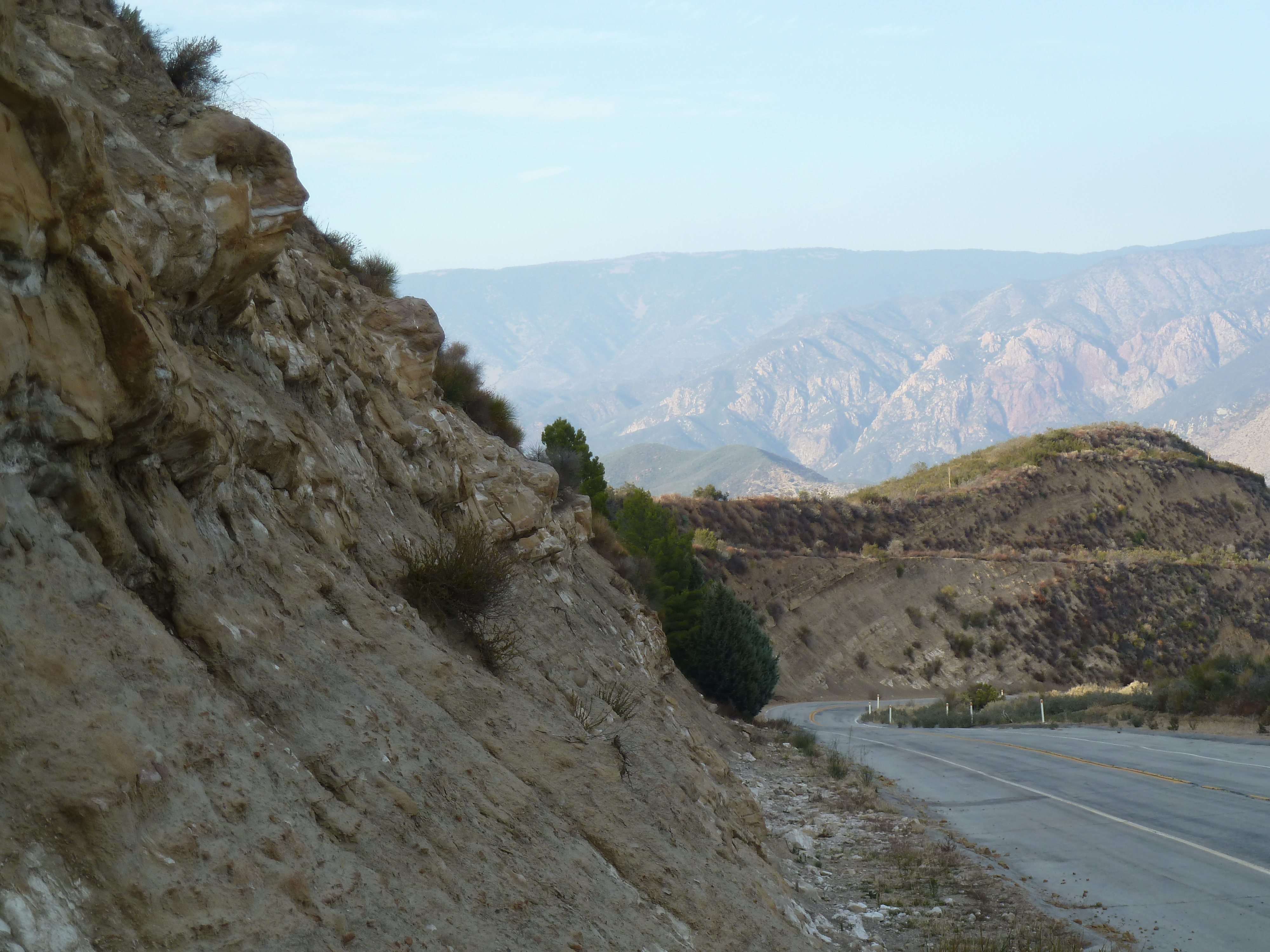
Highway bei Santa Clarita

Die Kinoversion von Duell beginnt mit einer langen Kamerafahrt auf Stoßstangenhöhe ausgehend vom Eigenheim von David Mann in Los Angeles. Als Location diente ein Einfamilienhaus mit der Adresse 10414 Bloomfield Street, Toluca Lake, Los Angeles, California, USA unweit der Universal Studios. Die Fahrt führt ihn über das Theaterviertel am Broadway in Downtown L.A., durch die Tunnelkette am Dodger Stadium des Interstate Highway 110, über die Interstate 5 Richtung Bakersfield, dann hinaus Richtung Palmdale auf der California State Route 14 und schließlich auf Landstraßen in der wüstenähnlichen Landschaft des Los Angeles County. Der größte Teil des Films wurde folglich nördlich der kalifornischen Filmmetropole Los Angeles zwischen Santa Clarita, Agua Dulce, Acton und Palmdale gedreht. Vornehmlich am Sierra Highway oder Landstraßen wie der Soledad Canyon Road in Nähe der California State Route 14. Viele der Drehorte sind auch heute noch in einem ähnlichen Zustand wie im Jahre 1971.
Markante Drehorte in chronologischer Folge:
1. ⊙ Wohnhaus von David Mann in Los Angeles
2. ⊙ Chuck’s Café in Agua Dulce (Sierra Highway)
3. ⊙ Szene am Tunnel mit Schulbus (Soledad Canyon Road)
4. ⊙ Szene am Bahnübergang in Acton (Soledad Canyon Road)
5. ⊙ Tankstelle Sally’s Snakerama Station in Agua Dulce (Sierra Highway)
6. ⊙ David Mann versteckt sich hinter Felsformation (Soledad Canyon Road)
7. ⊙ David Mann crasht in die Mauer (Vasquez Canyon Road)
8. ⊙ Finales Duell und Absturz in die Schlucht (Mystery Mesa Cliffs am Mesa Drive/Watson Circle)

### Postproduktion
Für die nur dreiwöchige Postproduktionsphase konnte Spielberg auf die Besten ihres Fachs zählen. Als Filmeditor für den Schnitt griff er auf Frank Morriss und sein fünfköpfiges Schnittteam zurück, die in der Postproduktionsphase mehr als 30 Kilometer belichteten Film als Schnittmaterial Tag und Nacht zu bearbeiten hatten. Für die besondere Leistung beim Tonschnitt erhielten Jerry Christian und sein achtköpfiges Team einen Emmy. Die zum Teil experimentelle Filmmusik zu Duell steuerte ebenso wie bei Spielbergs Tödliche Trennung der mehrfach Emmy-prämierte Film- und Fernsehkomponist Billy Goldenberg bei. Als Musiker bei dem am 25. und 26. Oktober 1971 eingespielten Soundtrack setzte Goldenberg u. a. die als legendär geltende Bassistin Carol Kaye am Fender-Bass ein.
Für die finale Szene, wenn der Truck die Klippen hinabstürzt, wollte Spielberg von den Toneditoren einen Tod-des-Monsters-Sound. Letztlich entschied sich Spielberg dazu, das verzerrte Gebrüll des prähistorischen Kiemenmenschen aus Jack Arnolds Horrorklassiker Der Schrecken vom Amazonas aus dem Jahr 1954 zu verwenden, dessen Lizenz bei Universal lag.

### TV- und Kinofassungen

#### TV-Fassung
Duell wurde ursprünglich als Movie of the Weekend präsentierter Fernsehfilm mit einer Laufzeit von 74 Minuten für den amerikanischen TV-Sender ABC auf 35-mm-Film produziert und erstmals am Samstagabend des 13. November 1971 um 20:30 Uhr ausgestrahlt. Der große Publikums- und Kritikererfolg veranlassten die Universal Studios in Kooperation mit seinem für den internationalen Verleih zuständigen Subunternehmen CIC den Film in einer verlängerten Fassung in Kinos außerhalb der USA zu zeigen. Diese 90-minütige Version ist auch die allseits im deutschsprachigen Raum bekannte Fassung, die anschließend in zahllosen Wiederholungen bis heute im TV gesendet wird. Die 74-minütige Originalfassung wurde bisher noch nicht im deutschsprachigen Fernsehen gezeigt.

#### Kinofassung
Um auf eine für die internationale Kinoauswertung nötige Laufzeit von 90 Minuten zu kommen, wurden von Eckstein/Spielberg vier weitere Szenen geschrieben, die zwischen dem 23. und 25. April 1972 an drei Drehtagen nachgedreht wurden:
1. Die Eröffnungssequenz mit der langen Autofahrt aus der Stoßstangenperspektive (Drehbuch: Spielberg).
2. Das Telefonat zwischen David Mann und seiner Ehefrau (Drehbuch: Eckstein).
3. Die Begegnung mit dem havarierten Schulbus vor dem Tunnel (Drehbuch: Eckstein).
4. Die Szene am Bahnübergang, als der Truck den Wagen und David Mann in einen die Straße querenden Zug zu schieben versucht (Drehbuch: Spielberg).

Neben der Produktion zusätzlicher Szenen musste noch das gesamte Negativfilmmaterial für das Kinobreitfilmformat im Seitenverhältnis 1,85:1 neu kopiert werden. Ursprünglich wurde der Film für das in den 1970er Jahren übliche Normalbildfernsehformat 4:3 bzw. 1,33:1 aufbereitet. Die Kinoversion von Duell wurde zunächst im Oktober 1972 in mehreren Londoner Lichtspielhäusern gezeigt. Aufgrund der erneut sehr positiven Resonanz entschied man sich daraufhin, den Film ab Sommer 1973 auch in zahlreichen weiteren europäischen Ländern, sowie in Israel, Japan, Australien, Brasilien, Mexiko und Uruguay im Kino zu zeigen. In Deutschland feierte Duell am 3. Juli 1973 im Rahmen des internationalen Filmfestivals Berlinale seine Premiere. Am 7. August 1973 folgte der offizielle Kinostart in Deutschland.
Zu PR-Zwecken schickte Universal Steven Spielberg im September 1973 auf eine zehntägige Promotiontour durch Europa. Duell wurde in Europa bei einigen kleineren Filmfestivals mit Filmpreisen ausgezeichnet. Bei der weltweiten Kinoauswertung spielte Duell acht Millionen Dollar (2025: ca. 50.880.000 US-Dollar) ein.

### Synchronisation
Der Film wurde erstmals 1973 für die Kinoauswertung in Mono synchronisiert. Die deutsche Fassung entstand bei der Berliner Synchron. Das Buch schrieb Ruth Leschin und Regie führte Dietmar Behnke.
Für die DVD-Auswertung erhielt der Film 2004 eine neue Synchronisation in 5.1 Surround-Sound, die in München erstellt wurde.
| Rolle                  | Schauspieler       | Kinosynchronisation 1973 | DVD-Synchronisation 2004 |
| ---------------------- | ------------------ | ------------------------ | ------------------------ |
| David Mann             | Dennis Weaver      | Horst Stark              | Martin Umbach            |
| Mrs. Mann              | Jacqueline Scott   | Bettina Schön            | Dagmar Dempe             |
| Café-Besitzer          | Eddie Firestone    | Manfred Grote            | Michael Rüth             |
| Busfahrer              | Lou Frizzell       | Edgar Ott                | Hartmut Neugebauer       |
| Mann im Café           | Gene Dynarski      | Manfred Meurer           |                          |
| Frau mit Schlangenfarm | Lucille Benson     | Erna Haffner             | Anita Höfer              |
| Tankwart               | Tim Herbert        | Toni Herbert             | Hans-Rainer Müller       |
| alter Mann             | Charles Seel       | Franz Nicklisch          | Osman Ragheb             |
| Kellnerin              | Shirley O’Hara     | Inge Landgut             | Marion Hartmann          |
| älterer Autofahrer     | Alexander Lockwood | Knut Hartwig             | Manfred Schmidt          |
| ältere Beifahrerin     | Amy Douglas        |                          | Margit Weinert           |
| Radiosprecher          | Dick Whittington   | Norbert Gescher          | Christoph Jablonka       |

## Rezeption

### Auszeichnungen

#### Gewonnen
- 1972: Emmy – Bester Ton[47][48]
- 1973: Avoriaz Fantastic Film Festival – Grand Prize[48]
- 1973: Taormina’s Festival / Italien – Gariddi a’Oro-Preis für den besten Debütfilm[48]

#### Nominierungen
- 1972: Golden Globe – Bester Fernsehfilm 1972[49]
- 1972: Emmy – Jack A. Marta für Beste Kamera für einen Fernsehfilm: 1972[47]

### Kritik

#### Deutschsprachiger Raum
Das Lexikon des internationalen Films schreibt: „Teilweise mit den Mitteln des Actionfilms gestalteter Versuch, anonyme Bedrohung, Angst und Repression als Erfahrung im Straßenverkehr und in der menschlichen Existenz überhaupt modellhaft zu gestalten.“ Der Filmkritiker Jens Golombek befand: „Es ist kaum möglich, sich der Faszination dieses Films zu entziehen; das Tempo ist wild […] die Aufnahmen der sich jagenden Autos außergewöhnlich fesselnd. Eine Fahrt, die sich zu sehen lohnt.“ Tobis Kniebe schrieb in der österreichischen Tageszeitung Der Standard: „Spätere Filme waren perfekter, familienfreundlicher und auch moralisch wertvoller – aber hier dreht er wirklich um sein Leben, und zeigt sein unverfälschtes Genie. Ein frühes, wildes Meisterwerk, das auch Spielberg selbst, mit allem Geld der Welt, so nicht mehr hinkriegen würde.“ Der Filmkritiker Jens Adran meint, dass auf Grund der dichten Atmosphäre, des hohen Tempos und der greifbaren Bedrohung Duell ein nach wie vor sehenswerter Thriller sei, der sein Publikum für das Geschehen im Straßenverkehr im gleichen Maße sensibilisiert, wie es Filmemacher Steven Spielberg wenig später mit Der weiße Hai für das Schwimmen im Meer gelang.

#### Vereinigte Staaten
In den USA war die Kritik euphorisch. Der amerikanische Filmkritiker Cecil Smith von der Los Angeles Times lobte Duell im November 1975 als einen „einzigartigen Fernsehfilm“, weil er praktisch ein Stummfilm und ein „absolutes Kinoerlebnis“ sei. Er fügte hinzu: „Steven Spielberg ist wirklich das Wunderkind der Filmbranche. Mit vierundzwanzig Jahren sieht er aus wie vierzehn und spricht über Film wie ein Zeitgenosse von John Ford.“ „Mit Duell,“ schreibt der Spielberg-Biograf Tony Crawley, veränderte Spielberg „buchstäblich das Gesicht des noch jungen Fernsehfilmgenres und trug dazu bei, (…) ihn zu einer gelegentlich erscheinenden Kunstform reifen zu lassen.“ Der Fernsehkritiker Tony Scott schrieb am 15. November 1975 im Branchenmagazin Daily Variety: „Als bisher bester der Filmreihe ABC Movie of the Weekend gehört [der] Film in das Regal der Klassiker, die für Top-Thriller reserviert sind.“ Norman Mark von den Chicago Daily News proklamierte, dass Duell „der beste Fernsehfilm des Jahres ist und möglicherweise der beste Fernsehfilm, der bisher produziert wurde“. Nach der internationalen Kinoauswertung wurde Spielberg Über Nacht mit seinem Duell in die Riege der führenden internationalen Regisseure aufgenommen. Francois Truffaut, Fred Zinnemann und Spielbergs Idol David Lean gehörten zu denjenigen, die ihre Bewunderung für den Film aussprachen. „Ich wusste, dass hier ein sehr schlauer neuer Regisseur am Werk war“, sagte Lean.

### Nachwirkungen
Für den 24-jährigen Steven Spielberg war Duell der Durchbruch in Hollywood, der alles für ihn veränderte. Spielberg: „Ich verdanke Duell so viel. Es hat mir auch die Augen dafür geöffnet, Der weiße Hai als meinen zweiten Kinofilm zu drehen, denn ich dachte, dass Der weiße Hai die Fortsetzung von Duell wäre. Und so führte eines zum anderen, und ich glaube wirklich nicht, dass ich den Weißen Hai gedreht hätte, wenn ich zuvor nicht die Gelegenheit gehabt hätte, bei Duell Regie zu führen. Duell war für mich der Schlüssel zu einer neuen Karriere.“
1978 wurden zahlreiche Elemente und Originalszenen des Films in der siebten Folge der ersten Staffel der ebenfalls von den Universal Studios produzierten Serie Hulk (1978–1982) „Die tödliche Spedition“ (Originaltitel „Never Give a Trucker an Even Break“) mit Bill Bixby verwendet. Es wird ein Truck gestohlen, die Tochter des Besitzers versucht, diesen mithilfe David Banners zurückzuerhalten. Dabei machen die Diebe Jagd auf die beiden. Hierbei wurden sowohl die gleichen Fahrzeuge als auch ähnliche Drehorte wie bei Duell verwendet. In der Folge ließ Spielberg in jeder seiner künftigen Verträge eine Klausel verankern, die die weitere Nutzung von ihm gedrehten Filmmaterials untersagte.
Duell hinterließ auch in der Pop-Kultur Spuren. 1983 veröffentlichte Steve Hackett auf dem Album Till We Have Faces den Song Duel, der sich inhaltlich auf den Film bezog. Im Jahr 2000 wurde die Handlung des Films im Musikvideo zum Song No Speech der Rockband Guano Apes aufgegriffen. 2002 ließ Audi einen Werbespot produzieren, der zunächst wie eine der Verfolgungsszenen in Duell beginnt: Ein Audi allroad quattro wird auf einer einsamen Landstraße in einer wüstenähnlichen Gegend offenbar von einem riesigen Truck verfolgt. Erst in der letzten Einstellung erkennt man, dass der Truck den Audi nicht verfolgt, sondern von ihm abgeschleppt wird. 2009 erschien unter dem Titel Throttle eine Kurzgeschichte von Stephen King und dessen Sohn Joe Hill, die von den Autoren als Hommage an Duell verstanden wird. Die englischen Fassungen Duel und Throttle befinden sich auch auf dem Hörbuch Road Rage. 
2015 erschien mit dem kanadischen Horror-Thriller Wrecker eine Neuverfilmung von Duell. 2022 erschien der indische Thriller Overtake, in dem ein Paar in einem roten Auto von einem braunen Tankwagen gejagt wird.

### Dokumentarfilm
Die Produzenten des Duell-Dokumentarfilms The Devil on Wheels haben zahlreiche Beteiligte der Duell-Dreharbeiten aus dem Jahr 1971 vor die Kamera geholt. Darunter der ehemalige Universal-Television-Präsident und Spielberg-Mentor Sid Sheinberg, der Duell-Regieassistent James Fargo, Spielbergs erster Manager Mike Medavoy, sowie der für die Filmmusik verantwortliche Billy Goldenberg und die als legendär geltende Bass-Gitarristin Carol Kaye, die Teile der Filmmusik einspielte. Kenneth Johnson, Erfinder und Produzent der US-Fernsehserie Der unglaubliche Hulk, nimmt noch einmal Stellung zu einem Disput, den er mit dem Duell-Produzenten George Eckstein über wiederverwendete Szenen aus Duell für die 1978 gesendete Hulk-Folge Die tödliche Spedition auszutragen hatte.
Ein weiterer Schwerpunkt der Dokumentation widmet sich dem Fan-Kult rund um Duell. So kommen der aktuelle Besitzer und die beiden Vorbesitzer des bei den Dreharbeiten als Ersatztruck genutzten Peterbilt 281 zu Wort. Des Weiteren wird ein Fan begleitet, der alle Drehlocations noch einmal aufgesucht hat und sorgfältig zahlreiche Kameraeinstellungen aus Duell vor Ort nachgestellt hat. Teil dieser Szenen ist ein Besuch bei dem Besitzer des immer noch erhaltenen Chucks Café in der Nähe von Santa Clarita im US-Bundesstaat Kalifornien.
Abschließend philosophieren Filmkritiker und renommierte Buchautoren wie der Spielberg-Biograf Joseph McBride und Steven Awalt, Autor des Buches Steven Spielberg and Duel: The Making of a Film Career über Spielbergs Intentionen und interpretieren mögliche Theorien über den Sinn von Duell. Die Veröffentlichung der Dokumentation ist für 2023 geplant.

## Filmanalyse

### Dramaturgie

#### DasDuellals Thriller
Dramaturgisch spielt Regisseur Spielberg in Duell mit seinem Publikum, indem er die Spannung langsam aufbaut, sie kurzzeitig abbaut, den Zuschauer täuscht, und ihn dann überraschend schockiert. Im Verlaufe des Films steigert Spielberg die Spannung kontinuierlich auf ein fast unerträgliches Niveau bis zur finalen und tödlichen Auseinandersetzung.
Die Dramaturgie in Duell basiert ausschließlich auf der Erzeugung von Spannung. Wie später in Spielbergs Kassenschlager Der Weiße Hai (1975) enthält Duell zahlreiche Elemente eines Hitchcock-Thrillers und des Horrorfilms: In Duell ist es die filmische Rückkehr des Verdrängten, ein paranoider Albtraum mit Happy End. In Duell wird, wie in einem typischen Hitchcock-Film, der Held seiner sicheren, komfortablen, alltäglichen Identität beraubt und muss seine Männlichkeit beweisen, indem er verborgene Ressourcen wie Ausdauer, Einfallsreichtum und Mut aktiviert bzw. reaktiviert. Wie die meisten Spielberg-Filme ist Duell eine sorgfältig durchkomponierte Achterbahnfahrt, die auf Nervenkitzel programmiert ist – obwohl er auch einen gewissen psychologischen Tiefgang hat. Alle Elemente wirken gemeinsam und aufeinander abgestimmt, um das Publikum zu fesseln und eine Identifikation mit dem Helden zu ermöglichen. Der Protagonist ist ein gewöhnlicher Mann, der durch einen Zufall plötzlich in Schwierigkeiten gerät, über den am helllichten Tag Gewalt und Chaos hereinbrechen und dessen selbstgefällige Routine und Komfortzone völlig durcheinandergewirbelt werden. Er wird gezwungen, über seine Grenzen hinauszugehen, bei dem der Lastwagen eine irrationale, dämonische Kraft verkörpert. Das Geschehen auf den Highways zwischen David Mann und dem Truck ist ähnlich ritualisiert wie ein Stierkampf.

#### Die Leitfigur David Mann
Grundsätzlich basiert die Spannungswahrnehmung für den Zuschauer in erster Linie darauf, sich mit der Leitfigur des Films möglichst stark zu identifizieren. Als Leitfigur von Duell dient der Charakter David Mann. Seine Durchschnittlichkeit bietet einem Großteil des Publikums zahlreiche Identifikationsmöglichkeiten. David Mann ist ein absolut unspektakulärer Zeitgenosse. Kein Held, der sich Gefahren stellt, sondern ein „Mensch wie Du und ich“, mit Ängsten und Unsicherheiten. Er ist der Inbegriff der Mittelschicht und damit mit dem Großteil des Fernseh- und Kinopublikums identisch. David Mann bewohnt mit seiner Frau und zwei Kindern ein Einfamilienhaus in einem gepflegten, nicht näher benannten Wohnviertel von Los Angeles. Sein roter Mittelklasse-Wagen ist weit entfernt von dem, was man sich unter einem amerikanischen Auto schlechthin vorstellt: Schwach motorisiert, auf schmalen Reifen daherkommend, aber frisch gewaschen, es spiegelt exakt seinen Besitzer wider. Manns Lebensstil, sein Auto, seine Kleidung, selbst seine Sitzhaltung beim Autofahren sind von Kleinbürgertum und Durchschnitt geprägt. Die Schematisierung alltäglicher Probleme David Manns ermöglicht dem Zuschauer, diese zu verstehen und sich in der Figur David Mann wiederzuerkennen. Die Normalität David Manns wird sowohl durch sein „antiheldisches“ Verhalten, als auch durch Spielbergs Inszenierung betont. Diese Kennzeichen von Normalität sind mal stark akzentuiert, mal bedürfen sie genauer Beobachtung. Da ist zuerst der Name: Gesprochen ist „Mann“ sowohl im Englischen als auch im Deutschen das Synonym für Alle / Jedermann. Es fehlt jegliche Individualität. Sein Name kann aber auch in einer anderen Weise gedeutet werden. Geschrieben ist „Mann“ gleichbedeutend mit einem echten Kerl, einem Mannsbild, der sich kraftstrotzend der Gefahr stellt. Ein Indiz auf die Wandlung der Hauptfigur vom Gehetzten zum Triumphator. Der Vorname „David“ könnte auf die der Filmhandlung naheliegende Geschichte von David und Goliath hinweisen.

#### Die Geschichte
Der Handelsvertreter David Mann macht sich morgens auf den Weg zu einem Kundenbesuch außerhalb von Los Angeles. Er lässt die vertrauten Strukturen hinter sich. Aus der geschäftigen Alltäglichkeit fährt er immer weiter in die Isolation hinaus. Verkehr und Siedlungen werden spärlicher, die Landschaft zur Einöde. Inmitten dieser isolierten Situation führt David Mann während eines Tankstopps ein Telefongespräch mit seiner Frau, in dessen Verlauf er als rückgratlos entlarvt wird. Seine Ehefrau wirft ihm mangelnde Entschlossenheit bei der Verteidigung ihrer Ehre vor, was ihn wiederum in Beweisnot seiner Männlichkeit bringt. Neben ihren Vorwürfen ist sein pünktliches Erscheinen zum Abendessen einziges Thema der Unterhaltung. Dieses Gespräch besitzt eine wichtige Funktion, da es von der sonst konsequenten Konzentration auf das Duell und den Highway abweicht, und den einzig längeren Dialog im Film darstellt. Diese Sequenz zeigt David Mann als einen in seiner Routine gefangenen Menschen, für den ein Ausbruch aus dieser Routine unmöglich scheint. Spielberg verstärkt diesen Eindruck auch mittels seiner Bildkomposition, indem er den telefonierenden David Mann durch das runde Fenster einer Waschmaschine filmt, um ihm einen Rahmen zu setzen, der ihn eingegrenzt erscheinen lässt.
Obwohl der Zuschauer eines Thrillers eine ungleich aktivere, heldenhafte Reaktion des Protagonisten erwartet, erkennt sich der Zuschauer in David Mann und seinen Erlebnissen im Verlaufe des Films. Wie auch im Alltagsleben der Zuschauer tauchen Gefahren zumeist unerwartet und plötzlich auf. Die Einstiegssituation der Geschichte von Duell – Überholmanöver und Behinderungsversuche seitens des Trucks – erzählen folglich den meisten Zuschauern bekannte Situationen. Verständlicherweise für den Zuschauer fällt es David Mann anfangs schwer, die Beweggründe des geheimnisvollen Fremden zu verstehen, der ihn bedrängt. Aus der unterschwelligen Gefahr ergibt sich erst schrittweise die Einsicht in die Bedrohlichkeit der Lage. Zusammen mit der Hauptfigur durchlebt der Zuschauer die ersten Konflikte, die das lange Duell auf den Highways vorbereiten. Stellvertretend für das Publikum muss Mann folglich eine sich stetig steigernde außerordentliche Bedrohung seines Lebens durchstehen. Der Wahnsinn entwickelt im mit Überraschungen gespickten Duell eine eigene Albtraumlogik. Der scheinbar psychopathische LKW-Fahrer – oder vielleicht der LKW selbst – spielt mit dem Helden David Mann ein sadistisches Katz-und-Maus-Spiel. Er missachtet den Kodex des zivilisatorischen Miteinanders und bringt mehr und mehr auch David Mann dazu, seine erlernten Verhaltensweisen zu überwinden und das Duell anzunehmen. Als David Mann nach einem der riskanten Manöver des Truckfahrers den Ernst der Lage erkennt, reagiert er mit panikartiger Furcht. Seine desolat vorgetragenen Hilfsappelle stoßen bei seinen Mitmenschen auf Verständnislosigkeit. Völlig auf sich allein gestellt, nimmt Mann die Herausforderung schließlich an und sucht eine Entscheidung. Somit gerät sein Auszug aus der Stadt zur Bewährungsprobe. In der Einsamkeit wächst der „Durchschnittsmensch“ über sich hinaus. Der durch ein taktisches Manöver errungene Sieg über den mächtigen Gegner ist letztlich auch ein Triumph über sich selbst und über die Normalität. David, der immer nur eingesteckt hat, ist es leid „herumgeschubst“ zu werden. Gleich ob von Vorgesetzten, von der Ehefrau oder – wie hier im wörtlichen Sinn – von einem monströsen Truck. Nach zahlreichen erfolglosen Fluchtversuchen zum Handeln gezwungen, stellt sich David letztlich seinem Schicksal und übersteht die lebensbedrohlichen Gefahren am Ende heldenhaft. Er nimmt letztlich den Tod des Kontrahenten in Kauf, um das eigene Überleben zu sichern. Die bewältigte Gefahr des Protagonisten hinterlässt beim Zuschauer ein Gefühl von Genugtuung und Befriedigung.

### Narrativer Stil
Wie Spielbergs im Jahr 1968 veröffentlichter Kurzfilm Amblin’ folgt auch Duell einer linear erzählten Geschichte entlang eines staubigen kalifornischen Wüstenhighways. Die erste Einstellung des Films beginnt mit einer 3:15 Minuten dauernden Fahrt von David Manns Garage seines Einfamilienhauses in Los Angeles bis auf einen einsamen Wüstenhighway im Norden von Los Angeles. Die niemals wechselnde Perspektive auf Stoßstangenhöhe wird 15 Mal geschnitten. Nach 4:45 Minuten werden Mann und der Zuschauer zum ersten Mal mit dem Tanklaster und seinem nicht zu erkennenden Fahrer konfrontiert. Kurz nachdem Mann den Truck überholt hat, taucht dieser plötzlich wieder unerwartet aus dem Nichts auf und überholt den überraschten David Mann und den ebenso überraschten Zuschauer. In diesem Moment wird dem Zuschauer die beschränkte Sichtweise bewusst, die er mit Mann teilt. Als Mann und der Truck ab Minute 8:50 an der Tankstelle halten, übernimmt der Zuschauer erneut die beschränkte Perspektive von Mann und kann weiterhin den Trucker nicht sehen. Spielberg untermauert diese Darstellung dadurch, dass er den Tankwart die Frontscheibe mit Reinigungsmitteln einsprühen lässt, und Mann und dem Zuschauer die klare Sicht genommen wird. Als Nächstes lässt Spielberg Mann die Brille zum Säubern abnehmen. In dem Moment steigt der Truckfahrer auf der von Mann abgewandten Beifahrerseite seines Trucks aus. Alles, was man von dem ominösen Fahrer sehen kann, sind seine Cowboystiefel.
Nachdem Mann wieder auf dem Highway ist, nimmt der Film rasant an Tempo auf und es entsteht fortan eine allgegenwärtige Spannung. Zum ersten Mal gewährt Spielberg dem Zuschauer einen etwa 30-sekündigen Wissensvorsprung vor Mann, als der Zuschauer sieht, dass der Truck massiv beschleunigt und auf Mann auffährt. Der erste größere Spannungsbogen endet damit, dass Mann vor Chuck’s Café ins Schlingern gerät und in einen Parkplatzzaun kracht. Als Mann nur wenig später Chuck’s Café betritt, baut sich ein neuer Spannungsbogen auf. Die Handkamera begleitet Mann, während er einen inneren Monolog führt, 2:45 Minuten lang ungeschnitten durch den Gastraum, dann auf die Toilette, wo er sich erfrischt, zurück in den Gastraum und schließlich an ein Fenster Richtung Highway. Hier muss Mann erkennen, dass der Truck offensichtlich kehrt gemacht hat und nun unerwartet vor dem Café parkt. Spielberg hat dem Zuschauer kein Wissensprivileg verschafft und dieser ist folglich genauso überrascht wie Mann. Entsetzt sucht sich Mann einen Platz an einem Tisch, um sich etwas zu essen zu bestellen. Der Zuschauer hat nun wieder Teil an Manns Blicken, seinem inneren Monolog und seinen Mutmaßungen, welcher der im Café befindlichen Männer der Trucker ist, der ihn verfolgt. Nachdem Mann fälschlicherweise einen der Männer beschuldigt hat, sieht der Zuschauer, wie sich der Truck wieder in Bewegung setzt. Der Zuschauer realisiert, dass Mann sich irrte, als er davon ausging, dass der Trucker die Gaststätte betreten haben muss, während Mann auf der Toilette war. Spielberg lässt den Zuschauer dabei mitirren, da auch dieser ebenso wie Mann davon ausging, dass sich der Trucker unter den Gästen befand.
Das Bild der omnipräsenten Gefahr, die jederzeit auf Mann lauert, wird in der Folge zunehmend verstärkt. Zum zweiten Mal erlaubt uns Spielberg einen Wissensvorsprung, als er dem Zuschauer den Truck in Lauerstellung am Ende eines Tunnels zeigt, während Mann einem Schulbusfahrer auf der anderen Seite des Tunnels Pannenhilfe leistet. Die nächste spannungsgeladene Überraschung teilt der Zuschauer wieder mit Mann, als erneut aus dem Nichts der Truck an einem Bahnübergang auftaucht und versucht, Mann und seinen Wagen gegen einen passierenden Güterzug zu schieben. Spielbergs abwechslungsreiche Erzähltechnik fesselt den Zuschauer an den Film. Als Mann ein weiteres Mal an einer Tankstelle hält und von einer Telefonzelle aus die Polizei informieren will, gewährt Spielberg dem Zuschauer ein drittes und letztes Mal einen Wissensvorsprung und produziert damit wieder erhebliche Spannung, als der Zuschauer sieht, wie der Truck umkehrt und auf die Telefonzelle zurast. Im Anschluss treibt Spielberg die Spannung weiter ihrem Höhepunkt entgegen, indem er den Zuschauer miterleben lässt, wie Mann während der abschließenden Verfolgungsjagd zunächst der Kühlerschlauch platzt und er im letzten Moment eine Bergkuppe erreichen kann. Mann lässt seinen Wagen fortan im Leerlauf weiterrollen. Nachdem Mann beim Versuch abzubiegen in eine Mauer rast, schafft er es dennoch, den halb zerstörten Wagen auf ein Plateau zu manövrieren. Hier veranstaltet Spielberg einen finalen Showdown zwischen David und Goliath, bei dem letzten Endes Goliath die Klippen hinabstürzt und David als erschöpfter Sieger den Zuschauer mitgewinnen lässt.

### Visueller Stil
Die erste Einstellung des Films beginnt mit einer Fahrt von David Manns Garage seines Einfamilienhauses in Los Angeles bis auf einen einsamen Wüstenhighway im Nordosten von Los Angeles. Die auf Stoßstangenhöhe befindliche Kamera mit einem festen Weitwinkelobjektiv ermöglicht ein sehr weites Blickfeld und vermittelt dem Zuschauer während der 3:15 Minuten andauernden und nicht wechselnden Perspektive das wohlige Gefühl von Freiheit, Ruhe und Kontinuität.
Folglich hingegen wird der visuelle Stil von Duell maßgeblich dadurch geprägt, dass der Zuschauer aus zahlreichen verschiedenen, hektisch geschnittenen Einstellungen und Winkeln die Enge und Eingeschränktheit von David Mann in seinem Auto teilt, um den Zuschauer möglichst nah an den bedrohten Protagonisten zu fesseln und an seinem Schicksal möglichst nah teilzunehmen. Dies beginnt ab 4:40 Minuten, wenn die Kamera zum ersten Mal bei Mann im Wagen ist. Die Nahaufnahmen vom hektischen David Mann sind so extrem, dass es scheint, als ob er in jedem Moment an die Kamera stoßen werde. Einige Einstellungen wurden mit einer auf der Motorhaube fixierten Kamera aufgenommen, die meisten Aufnahmen stammten allerdings von einer Handkamera, deren Operator sich auf dem Rücksitz, Beifahrersitz oder Boden des Autos befand.
Spielberg und sein Kameramann Jack A. Marta zeigten sich bereits im Vorfeld überaus kreativ und erstellten einen Plan, wie sie mit möglichst wenig Umbauzeiten das Maximum an Fahraufnahmen drehen konnten. Für jeden Drehtag planten sie zwischen 20 und 30 verschiedene Drehorte ein, die meist nur wenige hundert Meter voneinander entfernt lagen, um den komprimierten Zeitplan voll ausnutzen zu können. An jedem Drehort liefen Spielberg, Regieassistent Jim Fargo, Kameramann Jack A. Marta und der Stunt-Supervisor Carey Loftin die jeweilige Strecke zunächst ab und planten anschließend, wie und wo die jeweiligen Aktionen für die zu drehenden Szenen durchgeführt werden sollen. Spielberg markierte die Positionen für die drei vorhandenen Kameras im Abstand von 100 Meter entlang der eingeplanten Route, um damit auf einer Strecke von 300 Metern die jeweilige Einstellung komplett einfangen zu können, wenn Schauspieler Dennis Weaver und der Stuntfahrer im Truck an ihnen vorbeirauschten. Mit der vierten Kamera saß Spielberg samt Kameraoperateur dann zumeist im Wagen von Weaver und nahm von da aus die Fahraufnahmen mit dem Blick auf den LKW auf. Anschließend drehte man die drei Kameras am Straßenrand einfach um und fuhr dieselbe Strecke noch einmal in entgegengesetzter Richtung ab. Durch zusätzliche Variationen in den Aufnahmegrößen, Objektiven und Blickwinkeln der Kameras konnte man so in kurzer Zeit überaus zahlreiches, unterschiedlich aussehendes Filmmaterial für den späteren Schnitt generieren. Spielberg und Kameramann Marta steigerten die visuelle Spannung durch den Einsatz von Weitwinkelobjektiven, die die Distanz zwischen Lkw und Pkw künstlich verkürzten.
Der verantwortliche Filmeditor Frank Morriss sagte dazu: „Spielberg war ein unglaublich erfinderischer Typ. Viele Sequenzen wurden in der gleichen Gegend gedreht, es ging um die gleichen Kurven, die gleichen Hügel, die gleiche Straße. Auf den Bildern ließ sich das aber schlicht nicht erkennen. Wir konnten fünfzehn Kameraeinstellungen des Trucks verwenden, wie der um eine Kurve fährt, und man bemerkt es nicht. (…) Er [Spielberg] hat es gedreht, wie es kein anderer auf der Welt hätte drehen können. Ich glaube nicht, dass es jemals einen Regisseur gegeben hat, der es genauso gut hätte machen können, geschweige denn besser. (…) Das Bildmaterial war einmalig – wirklich einmalig. Ausnahmslos sehr, sehr spannende Kameraperspektiven. Keine Frage, von Beginn an war Spielberg ein brillanter Regisseur.“
Eine besondere Schwierigkeit bestand für Spielberg und seinen Kameramann zusätzlich darin, die Verfolgungsjagden entsprechend rasant erscheinen zu lassen. Obwohl es den Anschein hat, dass der Tanklaster mit riskant hohem Tempo über die kurvenreichen kalifornischen Highways donnert, fährt er tatsächlich nicht schneller als 50 km/h. Um den Anschein von hoher Geschwindigkeit zu erwecken, lieh sich Spielberg den speziell angefertigten Kamerawagen aus dem Steve McQueen-Thriller Bullitt von 1968 aus, der die Kamera bis auf 20 Zentimeter über dem Boden absenken konnte. Spielberg filmte die Fahrzeuge zudem nach Möglichkeit vor hoch herausragenden felsigen Klippen im Hintergrund. In Kombination mit im Bildvordergrund rotierenden Fahrzeugrädern bei gleichzeitig leicht nach oben geneigter Kameraperspektive entsteht eine optische Täuschung, die eine deutlich höhere Geschwindigkeit suggeriert.
Ein Bruch zwischen den Fahrsequenzen auf den Highways ist David Manns Stop an Chuck’s Café. Die Handkamera filmt ihn ohne Schnitt zwei Minuten und 45 Sekunden auf dem Weg ins Café, zu den Toiletten, wieder zurück in den Gastraum und begleitet ihn bis zu dem Zeitpunkt, als er sich an einen Tisch setzt.
Für die finale Szene mit dem 100 Meter tiefen Absturz der Fahrzeuge in den Canyon der Mesa Mystery Cliffs ließ Spielberg sechs Kameras aufbauen. Darunter eine Hochgeschwindigkeitskamera, die 600 Bilder in der Sekunde drehen konnte. Die exzellenten Aufnahmen dieser High-Speed-Kamera wurden letztlich ungeschnitten in den Film eingefügt.

### Interpretation
Duell gilt als ein Meisterwerk der Spannung. Spielberg selbst hat die Handlung mit einer Art Angsttraum verglichen, der die Konfrontation zwischen Mensch und Maschine thematisiert. „Der Film beginnt wie ein Angsttraum, in dem der Protagonist durch eine Reihe frustrierender Verzögerungen daran gehindert wird, rechtzeitig zu einem wichtigen Termin zu kommen. Dann verwandelt er sich in einen echten Albtraum: Du vergisst den Geschäftstermin, weil du jetzt nur noch vor einem unerbittlichen, unaufhaltsamen Bösen fliehst, das dich verfolgt und ohne ersichtlichen Grund töten will. Durch Manns Erleben können wir ungefährdet seinem Wahnsinn verfallen, versetzen uns stellvertretend in seinen paranoiden Geisteszustand, nehmen den Kampf gegen die unglaublich monströse Bedrohung auf, um zuletzt als Sieger daraus hervorzugehen.“
Paranoiker sind grundsätzlich mit ihrem individuellen Angstempfinden und somit ihrer Angst allein. Im Verlauf von Duell wird Mann in seinem Kampf mit dem Lastwagen zunehmend isoliert. Die Straßen sind unnatürlich leer, es ist keine Polizei zu sehen, und als er einmal versucht, telefonisch Hilfe zu holen, wird er von dem Lastwagen in einer Telefonzelle fast überfahren. Mann hält zudem ein Fahrzeug auf der Straße an und bittet die Insassen, die Polizei zu rufen. Die möchten sich jedoch nicht in Manns Situation einmischen und verweigern die Hilfe. Auf dem Höhepunkt des Films wird Mann klar, dass er vollkommen auf sich allein gestellt ist – niemand wird ihm helfen.
Manns scheinbar verrücktes und paranoides Verhalten ist jedoch durch die Handlungen des Lastwagens gerechtfertigt. Die Bedrohung, der er gegenübersteht, ist real. Jemand hat es auf ihn abgesehen, er weiß nur nicht, wer es ist. Auf einer anderen Ebene hingegen ist er verblendet und handelt häufig auf der Grundlage falscher Annahmen, weil er beginnt, überall Bedrohung zu spüren. Er attackiert den falschen Mann im Restaurant und nimmt an, dass der Lastwagen dem Schulbus Schaden zufügen wird, als dieser tatsächlich umdreht, um stattdessen zu helfen. Die Bedrohung mag real sein, doch in einem anderen Sinne ist der Lastwagen symptomatisch für den Ausbruch seiner tiefsten Ängste. Mann hat bereits eine prädispositive Neigung zur Paranoia.
Die „paranoideste“ Szene des Films ist die für Mann und den Zuseher beunruhigende Episode in Chuck’s Café. Mann sucht zunächst die Herrentoilette der Raststätte auf, um sich von seiner ersten angsteinflößenden Verfolgung durch den Truck zu erholen. Er beruhigt sich selbst: „In Ordnung, Junge, es war ein Albtraum, aber jetzt ist es vorbei. Es ist alles vorbei.“ Doch als er aus dem Fenster des Restaurants schaut, parkt der Laster unerwartet vor der Raststätte und lauert offensichtlich erneut auf ihn. Der Albtraum wird also weitergehen. Er versucht, die Anwesenheit des Lastwagens und dessen Fahrers zu rationalisieren („Wahrscheinlich isst er hier immer“), wird aber zunehmend beunruhigt. Die sich langsam herantastende, subjektive Kamera, die Nahaufnahmen, das Hören seines inneren Monologs und die unheimliche Musik unterstreichen seine psychische Notlage und erhöhen die Spannung in dieser Szene. Mann sitzt isoliert in dem Gastraum und versteckt sein Gesicht hinter einer Hand, während er nervös versucht, seinen Feind zu erkennen. An einem Tresen sitzen einige LKW-Fahrer. Die meisten von ihnen tragen Cowboystiefel und Jeans. Das waren bisher die einzigen Erkennungsmerkmale, die Mann von dem ominösen Verfolger zuvor wahrnehmen konnte. Nun tragen gefühlt alle Anwesenden diese Erkennungsmerkmale und jeder Mann in der Raststätte könnte entsprechend der potentielle Verfolger sein. Alle Gesichter scheinen ihn feindselig anzustarren. Die Kamera zeigt Nahaufnahmen der Gesichter. Die Spannung baut sich auf, bis Mann einen Angriff auf einen der anwesenden Fahrer provoziert. Als Manns rivalisierender Lastwagen plötzlich jedoch vom Parkplatz vor der Raststätte wegfährt, wird uns klar, dass keiner der Männer im Café der Fahrer gewesen sein kann. Spielberg hat dem Helden und dem Publikum einen spannungsgeladenen Streich gespielt, indem er falsche Erwartungen geweckt hat, um uns in einen Zustand der Paranoia zu versetzen, in dem das Gewöhnliche verräterisch wird und wir die Umgebung nach bedrohlichen Hinweisen absuchen. Die absichtlich eingeschränkte Sicht der Szene – beschränkt auf das, was Mann sieht und sich vorstellt – vermittelt Paranoia. Wir werden wie Mann Opfer unseres gesteigerten Gefahrenbewusstseins, unfähig, unseren Wahrnehmungen zu trauen, anfällig für Wahnvorstellungen.
Spielberg behandelt seinen Helden und sein Publikum mit demselben sadistischen Vergnügen, uns auch an anderen Stellen des Films auf die Folter zu spannen: wenn der neben den Bahngleisen schlafende Mann durch ein Hupen wachgerüttelt wird, das er – und wir – für das Hupen des bedrohlichen Lastwagens hält, das sich dann aber lediglich als das Warnsignal eines passierenden Zuges herausstellt. Oder wenn Mann am Straßenrand plötzlich ein vermeintlich Rettung versprechendes Polizeiauto entdeckt, dieses sich aber wenig später lediglich als ein ähnlich lackiertes Fahrzeug eines Schädlingsbekämpfungsdienstes namens „Grebleips“ – sprich „Spielberg“ rückwärts buchstabiert – entpuppt. Sobald der Regisseur den Helden und das Publikum in Paranoia versetzt hat, kann Spielberg solche Spielereien nach Belieben einsetzen.
Um diesen Albtraum stellvertretend mitzuerleben, ist der Zuseher bereit, den kontrollierten Sadismus des Regisseurs zu ertragen. Laut Spielberg liegt Duell dementsprechend ein paranoider Stil zu Grunde. Er sagte: „Was ich wirklich anstrebte, war etwas über die amerikanische Paranoia auszusagen. Duell war ein Werk über Paranoia.“

## Medien

### Blu-ray
- Duell. Universal Pictures Home Entertainment 2015 (neue Synchronfassung von 2004 in DTS 5.1, Bildformat: 16:9)

### DVD
- Duell. Universal Pictures 2004 (neue Synchronfassung von 2004 in Dolby Digital 5.1, Bildformat: 4:3)
- Duell. SZ-Cinemathek 42, Süddeutsche Zeitung Verlag 2005 (neue Synchronfassung von 2004 in Dolby Digital 5.1, Bildformat: 4:3)

### Soundtrack
- Billy Goldenberg: Duel. Original Television Soundtrack. Intrada, Intrada Special Collection – Volume 305